# Сеймур, Элизабет, герцогиня Сомерсет
Элизабет Сеймур, герцогиня Сомерсет (англ. Elizabeth Seymour), урождённая леди Элизабет Перси (англ. Elizabeth Percy; 26 января 1667 — 23 ноября 1722) — английская аристократка, наследница обширных владений рода Перси, одна из самых востребованных невест в Англии. После заключения первого брака она носила титул «леди Огл». Ошибочно считалось, что после смерти отца унаследовала титул баронессы Перси. Стоимость её владений в 1710-х годах оценивалась в 20—30 тысяч фунтов.
После смерти отца и второго замужества матери Элизабет оказалась под опекой бабушки, Элизабет Говард, вдовствующий графини Нортумберленд, которая дважды устраивала брак дочери. Первый муж, Генри Кавендиш, рано умер, а от второго, Томаса Тинна, который был её намного старше, девушка, которой в том момент было всего 14, вскоре после заключения брака в 1681 году сбежала в Нидерланды. Она пыталась добиться расторжения нежелательного брака при помощи матери и её мужа Ральфа Монтегю, в то время как супруг Элизабет пытался вернуть жену и сохранить её наследство. В результате последовали судебные разбирательства, во время которых Тинн был в 1682 году убит. Убийцы были схвачены и повешены, а их предполагаемого нанимателя, шведского графа Карла Иоганна фон Кёнигсмарк, увлёкшегося юной Элизабет во время визита к английскому двору, оправдали, но выслали из Англии. Сама Элизабет отрицала, что знала о готовящемся покушении, но разразившийся скандал бросил тень на её имя.
После возвращения в Англию Элизабет вскоре вышла замуж в третий раз — за Чарльза Сеймура, 6-го герцога Сомерсета. Сам брак, по сохранившимся свидетельствам, был несчастливым, в первую очередь, из-за властного нрава и непомерной гордыни супруга. К жене герцог Сомерсет относился «без особой благодарности и привязанности, хотя всем, что у него было, кроме пустого титула, он был обязан ей». Несмотря на сложные отношения, супруги во время правления королевы Анны составили эффективную политическую команду. Герцог стал королевским шталмейстером и членом кабинета министров, а герцогиня — фрейлиной королевы. Из-за своего любезного нрава и безупречных манер Элизабет пользовалась большим уважением при королевском дворе, а в середине царствования Анны между королевой и герцогиней Сомерсет завязалась настоящая дружба. В 1711 года Элизабет была назначена на должность правительницы гардеробной вместо смещённой герцогини Мальборо. Хотя английское правительство пыталось нейтрализовать влияние герцогини Сомерсет на королеву, она сохраняла своё положение вплоть до смерти Анны.
В браке с герцогом Сомерсеттом Элизабет родила минимум 4 сыновей. Пережил мать только один из них — Элджернон Сеймур, 7-й герцог Сомерсет, который при жизни отца носил титул графа Хартфорда. Его единственная дочь Элизабет Сеймур, вышедшая замуж за Хью Смитсона, принявшим фамилию Перси, унаследовали половину владений Перси, включая замок Алник и лондонские резиденции Сайон-хаус и Нортумберленд-хаус с титулами графа Нортумберленда и барона Перси. Вторую половину владений Перси, в основном располагавшиеся в Сассексе (с центром в Петуорт-хаусе) и землях Перси в Кокермуте в Камберленде, получил вместе с титулами графа Эгремонта и барона Кокермута Чарльз Уиндем, старший сын одной из дочерей Элизабет от третьего брака.

## Происхождение и ранние годы
Элизабет Перси происходила из знатного английского рода Перси, представители которого владели обширными землями в основном в Северной Англии и носили титул графов Нортумберленд и баронов Перси. Её отцом был Джоселин Перси, 11-й граф Нортумберленд и 5-й барон Перси (4 июля 1644 — 21 мая 1670), а матерью — Элизабет Ризли (1646 — 19 сентября 1690), младшая дочь и одна из наследниц Томаса Ризли, 4-го графа Саутгемптона, лорда-казначея Англии в 1660—1667 годах.

Родители Элизабет Перси
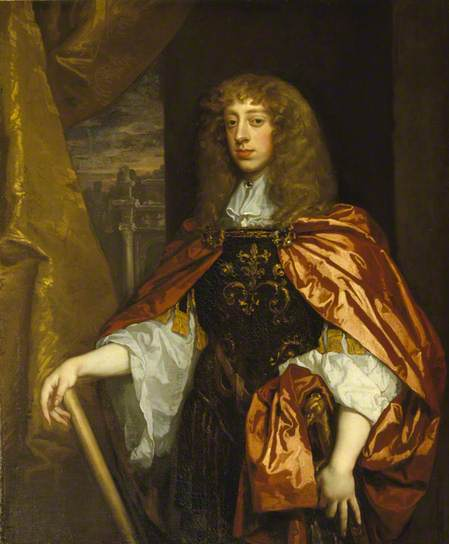
Джоселин Перси, 11-й граф Нортумберленд
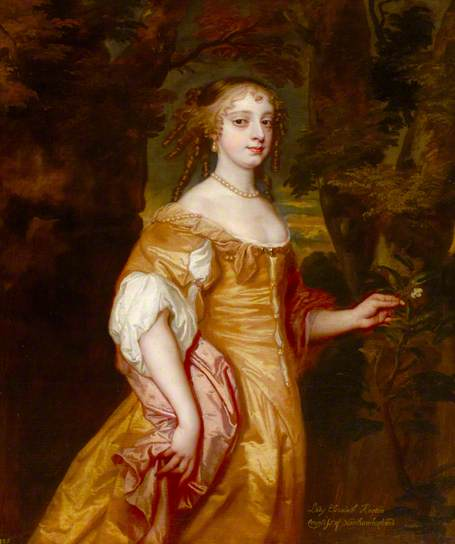
Элизабет Ризли

Элизабет родилась 26 января 1667 года в Петуорте (Сассекс) и была там же крещена 29 января. В 1668 году её отец вступил в права наследования графством Нортумберленд, после чего его дочь стала называться «леди Элизабет Перси» — это имя девочка носила до вступления в первый брак в 1679 году. 21 мая 1670 года граф Нортумберленд умер. Поскольку единственный брат Элизабет, Генри Перси, умер ещё в 1669 году, а единственная сестра Генриетта ненадолго пережила брата, девочка стала единственной наследницей обширных владений Перси. В их состав входили в том числе замок Алник, Петуорт и две резиденции в Лондоне — Сайон-хаус и Нортумберленд-хаус. В итоге Элизабет считалась одной из самых востребованных наследниц в Англии. Титул графа Нортумберленда, который мог быть унаследован только по мужской линии, угас, при этом ошибочно считалось, что девочка унаследовала титул баронессы Перси.

## Наследница под опекой

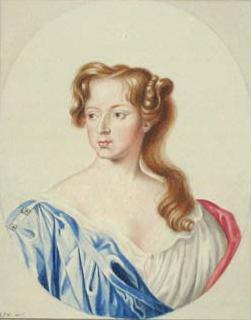
Элизабет Перси, леди Огл. Рисунок Хардинг, Джордж Перфект

Мать Элизабет в 1673 году вышла замуж вторично — за Ральфа Монтегю, впоследствии получившим титул герцога Монтегю. После этого девочка была передана под опеку своей бабушки — Элизабет Говард, вдовствующий графини Нортумберленд (1662/1663 — 1705). В 1679 году она устроила для двенадцатилетней внучки брак с пятнадцатилетним Генри Кавендишем, носившим титул учтивости «граф Огл», сыном и наследником Генри Кавендиша, 2-го герцога Ньюкасла. В соответствии с условиями брачного контракта муж Элизабет принял фамилию Перси. Он был, вероятно, болезненным юношей и умер спустя год после свадьбы — 1 ноября 1680 года.
В 1681 году вдовствующая графиня нашла нового мужа для внучки, заключив брачный контракт с Томасом Тинном из Лонглита (Уилтшир) — богатым землевладельцем, ежегодный доход которого оценивался в 10 тысяч фунтов, из-за чего его прозвали «Том из десяти тысяч» (англ. Tom of Ten Thousand). Чтобы получить руку девушки, которой к тому моменту было всего 14 лет, Тинн заплатил её опекунам приличную сумму денег. Однако брак фактически так и не был заключён, поскольку Элизабет не желала жить с мужем, который был намного её старше, заявляя, что «в совместном проживании людей может быть гораздо больше греха и позора, чем в расставании». Девушка, которая продолжала себя именовать «леди Огл», по совету, данному леди Темпл, в ноябре бежала в Нидерланды, где её приютил сэр Уильям Темпл, посол Англии в Гааге, который обратился к матери Элизабет и её мужу Ральфу Монтегю, чтобы они помогли освободить девушку от нежеланного брака. Тин в свою очередь обратился в суд, желая вернуть Элизабет и сохранить её наследство. Сохранились свидетельства судебного разбирательства о расторжении брака в связи с тем, что муж девушки ранее давал обязательство жениться на другой. Однако в итоге брак оказался прекращён в результате гибели Тинна, убитого 12 февраля 1682 года, когда он ехал в карете по улице Пэлл-Мэлл. Предположительно убийц нанял шведский граф Карл Иоганн фон Кёнигсмарк, увлёкшийся юной Элизабет во время визита к английскому двору в 1681 году. Убийцы были схвачены и повешены; графа оправдали, но он был вынужден покинуть Англию. Сама Элизабет отрицала, что знала о готовящемся покушении, но разразившийся скандал бросил тень на её имя.

## Третий брак

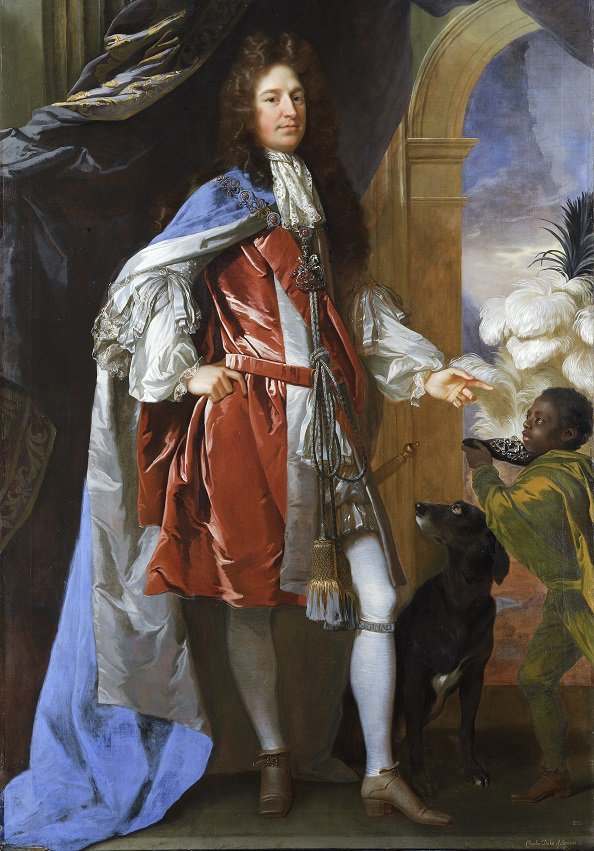
Чарльз Сеймур, герцог Сомерсет. Портрет кисти Клостерман, Джон, около 1690—1692 годов

В мае 1682 года Элизабет вернулась в Англию, где на её руку нашёлся новый претендент — Чарльз Сеймур, 6-й герцог Сомерсет. Первоначально юная наследница отказала ему, но потом согласилась выйти за него замуж. Брак был заключён 30 мая 1682 года. В брачном соглашении было оговорено, что, хотя и жених, и невеста были несовершеннолетними, 

ради сохранения благородного рода и имени Перси, он, упомянутый герцог, и все, что произошло от его тела от нее, рожденной упомянутой герцогиней, должны навсегда взять на себя его и их и называться и называться только по имени и фамилии Перси.
 Став совершеннолетней, Элизабет освободила мужа от этого обязательства, подтвердив это 30 января 1687 своей подписью и печатью. Но в итоге это соглашение в 1749 году было выполнено их внучкой Элизабет Сеймур и её мужем Хью Смитсоном, 1-м герцогом Нортумберлендом, принявшем фамилию Перси.
В браке с Элизабет герцог Сомерсет стал очень богатым человеком: стоимость доставшихся ему владений в 1710-х годах оценивалась в 20—30 тысяч фунтов. Кроме того, благодаря браку он стал получать различные должности и играть видную роль в придворных церемониях. Но сам брак, по сохранившимся свидетельствам, был несчастливым, в первую очередь, из-за властного нрава и непомерной гордыни герцога Сомерсете, из-за которых его прозвали «Гордый герцог». Уильям Легг, 1-й граф Дартмур писал, что муж Элизабет «относился к ней без особой благодарности и привязанности, хотя всем, что у него было, кроме пустого титула, он был обязан ей».

## Подруга королевы Анны

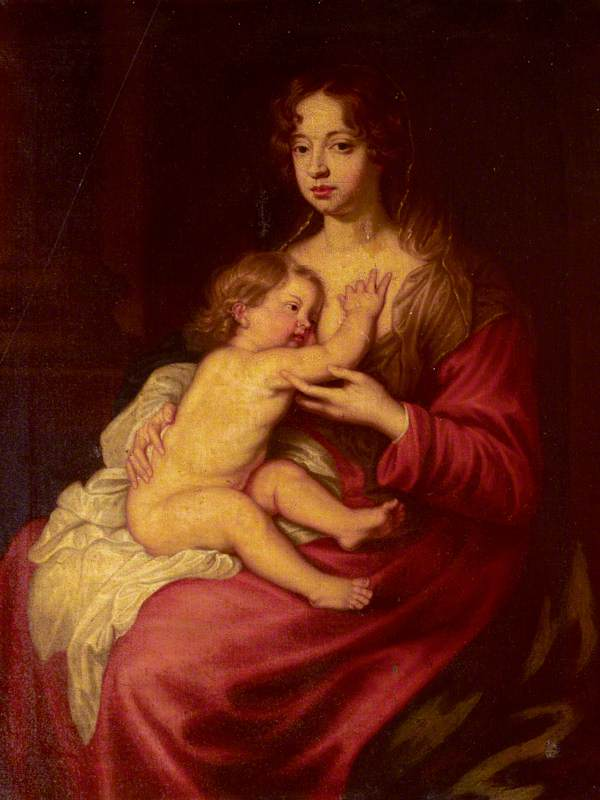
Элизабет Перси, герцогиня Сомерсет, и её сын Элджернон. Картина Мэри Бил, около 1685 года

Несмотря на сложные отношения, герцог и герцогиня Сомерсет во время правления королевы Анны составили эффективную политическую команду. Герцог поддержал будущую королеву ещё в 1683 году, когда у той возникли разногласия с Вильгельмом III Оранским. В награду за лояльность после воцарения Анна назначила 20 июля 1702 года герцога Сомерсета королевским шталмейстером и членом кабинета министров, а Элизабет 12 мая стала фрейлиной королевы.
Из-за своего любезного нрава и безупречных манер Элизабет пользовалась большим уважением при королевском дворе. Граф Дартмут считал её 

лучшей воспитанной, а также лучшей рожденной леди в Англии… Она сохраняла достоинство при дворе, с большим уважением относясь к королеве и вежливостью ко всем остальным.
 При этом историк Роберт Бухольц считает примечательным, что автором этого свидетельства является тори — политический оппонент герцога Сомерсета. К концу правления Анны ещё одна тори, Энн Вентворт, графиня Страффорд, заметила: 

Если герцогиня должна уйти, она покинет двор с очень хорошей грацией, ибо все довольны ее хорошим воспитанием и вежливостью.
В середине царствования Анны между королевой и герцогиней Сомерсет завязалась настоящая дружба. Роберт Бухгольц считает, что подобные отношения не в последнюю очередь связаны с тем, что Элизабет, в отличие от других королевских фавориток — Сары Черчилль, герцогини Мальборо, и Абигейл Мешэм, «никогда не давила на королеву сильно», поскольку «ничто не делает королеву более раздражительной, чем это». И окружение Черчиллей, и тори были убеждены, что герцогиня вместе с мужем сговорились в 1710 году со смещённым лордом Годольфином и впоследствии при любой возможности мешали правительству Харли. С лета 1709 года Сомерсеты часто стали бывать у королевы; Черчилли подозревали, что герцогиня использовала эти встречи, чтобы обращать внимание Анны на частые отлучки герцогини Мальборо при дворе. Хотя Элизабет сама участвовала в политических интригах, она, как правило, делала это не так неуклюже, как её соперница, смещённая ей 24 января 1711 года с должности правительницы гардеробной. Бухгольц указывает, что эффективным оружием герцогини Сомерсет могла быть проявляемая ей учтивость; так, находясь при королеве в палате лордов во время процесса над Генри Сэчевереллом, она, как и леди Джейн Хайд, осталась стоять, в то время как герцогиня Мальборо предпочла сидеть. В конце 1711 года именно Элизабет показала Анне газету «Daily Courant», в которой была опубликована статья, в которой излагался протест Ганса Каспара фон Ботмера против некоторых статей Утрехтского мира. Джонатан Свифт писал, что явное колебание королевы в поддержке министерства по вопросу «Нет мира без Испании» — это «всё происки вашей герцогини Сомерсет». При этом сама герцогиня в каждом случае могла утверждать, что она не делала ничего неподобающего или откровенно политического.
Правительство, которое возглавлял Роберт Харли, граф Оксфорд, было особенно озабочено тем, чтобы нейтрализовать влияние герцогини Сомерсет на королеву. Зимой 1711/1712 года была проведена целая кампания, чтобы сместить её с должности в королевской опочивальне. Эту кампанию поддержал и Джонатан Свифт: в опубликованном им «Виндзорском пророчестве» он не побрезговал воспроизвести слух, что герцогиня отравила своего первого мужа: 
Остерегайтесь моркови из Нортумберлона.

Морковь, посеянная Тинном, может пустить корни.

Если они посажены в Соммере.

Конинг знает, ибо мне говорили,

Они убивают, когда молоды, и отравляют, когда стары.
Оригинальный текст (англ.)Beware of Carrots from Northumberlond.

Carrots sown Thyn a deep root may get

If so be they are in Sommer set

Their Conyngs mark thou, for I have been told,

They Assassine when young, and Poison when old.

Указанное обвинение было несправедливым и дискредитировало автора в глазах королевы, а также сделало герцогиню его злейшим врагом: когда в 1713 году обсуждалось назначение его епископом, именно Элизабет убедила Анну не делать этого.
В начале 1712 года герцог Сомерсет был смещён с должности шталмейстера, после чего тори показалось, что их надежды оправдаются, тем более что муж Элизабет попытался заставить её отказаться от придворных должностей. Однако Анна с помощью Уильяма, барона Коупера, и врача королевы, сэра Дэвида Гамильтона, смогла убедить герцога позволить жене остаться при королеве, чтобы не лишать её присутствия вигов рядом с ней. После завершения переговоров в конце января Гамильтон писал: 

Входя к королеве после того, как герцогиня Сомерсет вышла от нее, я никогда не видел, чтобы королева выглядела с более приятным и здоровым лицом, говоря, что теперь все решено.
 Несмотря на то, что Элизабет осталась при дворе, в современной историографии считается, что виги не получили ощутимых преимуществ от её близости к Анне. По мнению Бухгольца, связано это с характерным для герцогини благоразумием, а также растущим у королевы отвращению к тому, чтобы её постоянно донимали. По мнению историка, эта неспособность оказать на королеву давление объясняет тот факт, что герцог Сомерсет, как писал граф Дартмут, стал «самым большим фаворитом, когда королева умерла». В последние дни работы своего правительства граф Оксфорд отдавал дань Элизабет, написав: «Пошлите за герцогиней Сомерсет, никто другой нас не спасёт». При этом не существует каких-то свидетельств, что она могла или хотела помогать премьер-министру.
По своему происхождению и рангу герцогиня Сомерсет на похоронах королев Марии II и Анны была ведущей погребальным шествием.

## Наследство
Элизабет умерла 23 ноября 1722 года в семейной резиденции Нортумберленд-хаус в Лондоне от рака груди. Её похоронили 13 декабря в Солсберийском соборе.
В браке с герцогом Сомерсеттом Элизабет родила минимум 4 сыновей и 3 дочерей. Старший сын Элизабет, Чарльз, именовавшийся после рождения «граф Хартфорд», умер через год после рождения, поэтому наследником владений и титулов матери и отца был второй сын Элджернон Сеймур. При жизни отца он носил титул графа Хартфорда, а в 1722 году ему был присвоен титул барона Перси, поскольку лорды ошибочно полагали, что его носила его мать. Ещё двое сыновей, Перси и Чарльз умерли неженатыми раньше матери.
Муж Элизабет надолго пережил её. Он сначала попытался жениться на бывшем враге своей жены — Саре Черчилль, герцогине Мальборо, но его ухаживания к браку так и не привели. В 1726 году он всё же женился на Шарлотта Финч, дочери Дэниэла Финча, 2-го графа Ноттингема и 7-го графа Уинчелси. В этом браке у него родилось ещё две дочери. Однако его сын его наследника Элждернона Сеймура, графа Хартфорда — Джордж Сеймур, виконт Бошан — умер от оспы ещё при жизни деда в 1744 году. У Элждернона была ещё дочь Элизабет Сеймур, на которой в 1740 году несмотря на противодействие деда женился Хью Смитсон, 4-й баронет Смитсон из Стэнвика. Поскольку титулы 7-го герцога Сомерсета не могли наследоваться по женской линии, он после смерти внука в 1744 году обратился к королю Георгу II с просьбой заново создать для него принадлежавший ранее Перси титул графа Нортумберленда с особой оговоркой о том, что его после смерти Элджернона Сеймура должен унаследовать Чарльз Уиндем, старший сын его дочери Элизабет, лишив, таким образом, наследства внучку. Однако Хью Смитсон добился аудиенции у короля и от имени тестя, графа Хартфорда, выразил протест. В итоге после смерти «Гордого герцога» в 1748 году ему удалось убедить создать для нового герцога Сомерсета титул графа Нортумберленда с оговоркой о наследовании его дочерью. А для того, чтобы Уиндемы согласились с таким решением, Элджернону был присвоен ещё и титул графа Эгремонта с оговоркой о его наследовании Чарльзом Уиндемом.
Элджернон Сеймур умер в 1750 году, после чего богатые владения Перси перешли другим семьям. По заключённому соглашению титулы графа Нортумберленда и барона Уоркворт с половиной владений Перси, включая замок Алник и лондонские резиденции Сайон-хаус и Нортумберленд-хаус получил Хью Смитсон, которому специальным парламентским актом была присвоена фамилия Перси; его жена Элизабет унаследовала титул баронессы Перси в собственном праве. В 1766 году Хью были ещё присвоены и титулы герцога Нортумберленда и графа Перси. Вторую половину владений Перси, в основном располагавшиеся в Сассексе (с центром в Петуорт-хаусе) и землях Перси в Кокермуте в Камберленде, получил вместе с титулами графа Эгремонта и барона Кокермута Чарльз Уиндем. Титул же герцога Сомерсета унаследовал его дальний родственник.

## Браки и дети
1-й муж: с 27 марта 1679 года Генри Кавендиш (1663 — 1 ноября 1680), граф Огл. Брак был бездетным.
2-й муж: с 15 ноября 1681 года Томас Тинн из Лонглита (1647/1648 — 13 февраля 1682). Брак фактически так и не был заключён.
3-й муж: с 30 мая 1682 года Чарльз Сеймур (13 августа 1662 — 2 декабря 1748), 6-й герцог Сомерсет, 6-й граф Хартфорд, 6-й барон Бошан, 6-й барон Сомерсет и 4-й барон Сеймур из Троубриджа с 1678 года. Дети:
- Чарльз Сеймур (22 марта 1683 — 26 августа 1684), граф Хартфорд[6].
- Элджернон Сеймур (11 ноября 1684 — 7 февраля 1750), член парламента от Мальборо в 1705—1708 годах, член парламента от Нортумберленда в 1708—1722 годах, 1-й барон Перси с 1722 года, 7-й герцог Сомерсет, 7-й граф Хартфорд, 7-й барон Бошан, 7-й барон Сомерсет и 5-й барон Сеймур из Троубриджа с 1748 года, 1-й граф Нортумберленд, 1-й граф Эгремонт, 1-й барон Уоркворт и 1-й барон Кокермут с 1749 года[6][20]. Его дочь Элизабет Сеймур, 2-я баронесса Перси и её муж, Хью Смитсон, 1-й герцог Нортумберленд, стали наследниками половины владений Перси[10][11].
- Перси Сеймур (умер в 1721), член парламента от Кокермута в 1718—1721 годах[6].
- Чарльз Сеймур (умер в 1718)[6].
- Элизабет Сеймур (1685 — 2 апреля 1734); муж: с 4 июня 1707 Генри О’Брайан[англ.] (14 августа 1688 — 20 апреля 1741), 8-й граф Томонд с 1691 года[6][21].
- Кэтрин Сеймур (умерла 9 апреля 1731); муж: с 15 июля 1708 года сэр Уильям Уиндем[англ.] (1687 — 17 июля 1740), 3-й баронет Уиндем с 1695 года[22][23]. Их старший сын Чарльз Уиндем после смерти Эджернона Сеймура, 7-го герцога Сомерсета, унаследовал титул графа Эгремонта и половину поместий Перси[18].
- Энн Сеймур (умерла 27 ноября 1722); муж: с 17 сентября 1719 года Перегрин Осборн (11 ноября 1691 — 9 мая 1731), 3-й герцог Лидс с 1729 года[24].